# 방순희
방순희(方順熙, 1904년 1월 30일 ~ 1979년 5월 4일)은 대한민국의 독립운동가, 교육자이다. 아명(兒名)은 방순이(方順伊)인 그녀는 함경남도 원산 출생이며, 본관은 온양이다. 대한민국 임시 정부 의정원, 대한민국애국부인회 부주석 등을 역임했다. 대한민국 임시의정원 의원으로 가장 오랜 기간 의정 활동을 전개한 여성 독립운동가이다. 정부는 1963년 선생에게 건국훈장 독립장을 수여했다.

## 경력
- 1923년 백산소학교 교사
- 1925년 러시아 영사관 통역
- 1938년 대한민국 임시 정부 의정원
- 1942년 한국독립당 중경구당
- 대한민국애국부인회 부주석
- 1943년 대한민국 임시 정부 선전부장

## 생애

### 출생과 가계
방순희는 1904년 대한제국 함경남도 원산부 남산동 163번지에서 온양 방씨 아버지 방도경(方道京)과 어머니 김복녀(金福女)의 장녀로 태어났다. 남매로는 10살 어린 남동생이 있다. 대한제국이 일본에 강제 병합당하자, 1911년 가족들과 함께 러시아 블라디보스토크로 이주하였다. 방순희는 러시아 블라디보스토크에서 초등학교를 다녔으며, 졸업 후에는 한인 기독교회가 운영하는 중등교육기관인 삼일여학교(三一女學校)에 진학하였다. 중학과정을 졸업한 후 부친으로부터 고국에서 교육받고 돌아와 한인 동포 자제들을 가르치는 교사가 될 것을 권유받았다. 고국에서 학문을 더 배우고자 하여 15세 되던 해인 1918년 조국에 돌아와 여성교육의 명문인 정신여학교에 입학하였다. 정신여학교 재학 중에 서울 중구 회현동에 기거하였다. 방순희는 3·1만세운동에 가담하여 활동하다 붙잡혀 왜경에 고문을 당하다기도 했다. 그녀는 4년제 과정을 우수한 성적으로 마치고 1923년 제15회로 졸업하였다.

### 교육, 사회 활동
부모님이 있는 블라디보스토크 본가로 다시 돌아가 신한촌의 백산(白山)소학교에서 2년간 한인들에게 교육을 가르쳤다. 그러나 러시아혁명 후 소비에트 당국이 민족교육을 인정하지 않음에 따라 연해주 일대 한인학교들은 점차 폐쇄되었고 더 이상 한인 민족교육에 종사할 수 없게 되었다.
방순희는 1925년 8월 24일 고국으로 돌아왔다. 그는 러시아 영사관에서 통역으로 고용되었으나 약 1개월 만에 사직하고 서울 체부동(體府洞)에 기거하면서 여러 활동을 모색하는 가운데 북풍회 등에 가입하여 선전활동에 참여하였다. 1925년 10월 31일 서울 제동(齊洞)에서 개최된 경성청년회 월례회의에 북풍회 여성단원의 신분으로 참석하였다. 한편, 재러 한인사회의 동포 자격으로 정동의 러시아영사관 개관식에 참석했을 때, 그는 한민족을 상징하는 백색의 옷을 입어 주변의 이목을 집중시켰다. 이 일로 인해 그녀는 일제의 치안유지법 발효로 일제의 요주의 감시 대상이 되었다. 종로경찰서 고등계로부터 민족대표 33인 중 한 명인 박희도(朴熙道)의 의용대장 임명장을 전달한 혐의자로 지목, 체포되어 이틀간 블라디보스토크에서 입국한 목적에 대해 집중 조사를 받기도 하였다. 북풍회는 민족주의 진영이 상대적으로 활기를 띠고 사회주의 진영 내에서 민족협동전선론이 강력하게 대두함에 따라 1926년 4월 14일 결성된 정우회(正友會)로 합류하여 발전적 해체를 하였다. 분열과 갈등 속에서 혼란에 빠진 독립운동계의 통합을 위해 그는 한국애국부인회 재건 등 여성 독립운동가의 역량을 결집했고, 독립운동계의 좌우합작 운동에 동참해 독립의 완성과 민족국가 건설을 위해 쉼 없이 분투했다. 특히 방순희는 국내외 동포 여성들에게 민족적 각성을 촉구하면서 남편 내조에 그치지 말고 독립운동에 적극 참여할 것을 호소했다. 이와 함께 소련 전문가로서 주중소련대사관을 상대로 대한민국 임시정부의 국제적 승인을 얻기 위해 외교적 노력을 활발히 전개했다.

### 대한민국 임시 정부 활동
당시로서는 드물게 여성 운동가로 유명해지면서 일제의 경계가 극심해지자 그녀는 만주를 경유하여 상해로 탈출하였고 1931년 만주에서 활동하다가 일제에 검거되어 신의주형무소에 복역 중 병보석을 기화로 탈출한 현익철(玄益哲, 1890∼1938)과 결혼하였다. 1932년 4월 29일 홍구(虹口)공원에서 윤봉길(尹奉吉) 의사의 의거가 일어나자 프랑스 조계지 일대에 독립운동가에 대한 일본경찰의 검거 선풍이 몰아치면서 임시정부는 피난생활에 들어갔다. 임시정부 요인들은 가흥(嘉興), 남경(南京) 등지로 흩어졌으며, 1938년에 임시정부는 광동성 장사(長沙)에 자리하게 되었다.
그러나 1938년 5월 6일 창사 남목청(楠木廳) 6호의 임시정부 청사에서는 ‘남목청 사건’이 벌어졌다. 조선혁명당, 한국독립당, 한국국민당 3당의 통일회의가 열린 자리에 갑자기 난입한 이운한(李雲漢)이 권총을 난사한 것이다. 이 사건으로 김구가 중상을 입었고, 방순희의 남편 현익철이 사망하였다. 갑작스러운 남편과 사별로 인한 슬픔을 이기고 방순희는 1939년 대한민국 임시 정부의 의정원 함경남도 대의원으로 선출되었다. 대한민국 임시의정원 제31회 정기의회에서 새로 선출된 18인을 포함, 재적의원 총 33인 중 방순희가 유일한 여성이었다. 본 임시의정원회의에서는 1940년도 임시정부 세입․세출안을 통과시키고 3년 간 독립운동의 총역량을 집중시킬 조직, 군사, 외교, 선전, 재정 등 5개 항에서 독립운동의 방략을 세워 독립을 준비하였다.

### 외교 활동과 한국독립당 활동
1937년 중일전쟁이 일어나자 여성들도 한국독립당에 입당하여 중국과 연계한 통일전선운동에 뛰어들었으며, 조국 독립과 민족해방의 대열에 참여하였다. 방순희는 주미대표부대표권 문제, 광복군 창설, 대일·대독선전포고 및 조소앙의 건국강령채택문제 등 입법 활동과 임시정부의 승인을 얻기 위한 활동 등을 꾸준히 전개하였다. 1939년 대한민국 임시 정부는 미국·영국·소련·중국 등 연합국을 상대로 정부 승인을 얻기 위한 외교활동에 들어갔다. 각 정부를 상대로 대표를 파견했을 때, 그는 대(對) 소련 대표로 선임되어 중경(重慶)에 있는 소련대사관을 상대로 적극적인 외교활동을 펼치기도 했다. 러시아 사정에 능통하고 러시아어가 유창했기 때문이다.
이 무렵 한국 독립당과 임시의정원에서 함께 활동한 독립운동의 동지인 김관오(金冠五)와 재혼하는 한편 한국독립당 중앙조직부 제5구 중 제1구에 소속되어 다가오는 독립에 대비하여 국가 건설을 준비하며 활약하였다. 한국독립당 제1차 전당대표대회가 1941년 5월 8일부터 9일까지 개최되었을 때, 그는 홍진·최동오·이중만·채형세·김현구 등과 함께 토교(土橋) 선출대표로 출석하여 활약하였다. 본회의에서는 “임시정부와 광복군이 합법적으로 한국독립당의 주의(主義)와 정강(政綱) 정책(政策)을 실현할 의(義)와 권리(權利)가 있도록 규정하여 한국독립당의 이당치국(以黨治國)과 일당단정(一黨專政)의 원칙을 실행할 것”과 1940년 한국독립당 제1차 중앙집행위원회에서 의결된 광복군 공약 3조를 좀 더 구체적으로 수정해서 정부에 넘겨 빠른 기일 안에 분명하게 법령을 공포할 것을 주문하였다. 그리고 이에 관한 안건을 검토, 새로운 안을 마련하고 이를 결의하였다.

### 대한민국 임시의정원의 유일한 여성의원
제34차 대한민국 임시의정원회의는 1942년 10월 25일에 중경시 오사야항(吳師爺巷) 1호 건물에서 방순희 선생을 비롯한 19인의 임시의정원 의원들이 참석한 가운데 개최되었다. 34차 임시의정원 회의는 대한민국 임시정부 수립 이래 가장 성황을 이룬 의정원회의로 기록된다. 본 의회는 ‘1.국가독립 2. 민족자주 3. 국권탈취’라는 세 가지 임시약헌의 정신에 의거하여 개최되었으며, 이날 주석 김구는 단체와 당파의 대립이 한국임시의정원으로 완전 통일되었다는 내용의 선언을 하였다. 34차 임시의정원 회의는 한국 독립운동계가 이데올로기와 파벌을 초월하여 통합을 이룬 역사적인 회의이다. 이 때 부군인 김관오도 새 임시의정원 의원으로 선출되어 의정원에 합류하였다.
방순희 의원이 유일한 여성의원이었던 것에 대해 『우리통신』에서는 다음과 같이 전한다.
| “ | 사십 여 명 의원 중 여자의원은 오직 방순희 여사 일인 뿐이니 만록총중에 일점 홍이다. 부녀가 아직도 억울한 경경에 있는 조선 사회이므로 방 여사의 책임은 더욱 크다. 고군분투의 고독감도 있을 것이나 일천만 여성의 후영이 있는 것을 생각할 때 용기도 날 것이다. | ” |

방 의원은 1942년 한국독립당의 충칭구 당부의 간사에 피임되어 부군인 김관오와 한국독립당 충칭구와 대한민국 임시의정원에서 동지이자 부부로서 언제나 함께 활동하였다.
1943년 3월 1일 오전 10시 충칭에 거주하는 교민 3백여 명이 모인 가운데 신생활운동복무소(新生活運動服務所) 대강당에서 3·1절 기념대회가 거행되었다. 기념식 주석을 맡은 임시정부 외무부장 조선앙의 개회사에 이어 여러 인사들의 연설이 있은 후 한국청년회 대표 안원생과 한국애국부인회 대표 방순희 선생의 치사가 이어졌다. 이들은 임시정부의 영도 하에 더욱 단결하고 적극 공작을 전개할 것을 다짐하였고 각 민주 우방의 적극적인 원조를 바라며, 이들과 철저히 합작할 것을 요망하였다.
방 의원은 1943년 8월 19일에 열린 국무회의에서 생계부 생활위원으로 선임되는 등 활발하게 활동했다.

### 대한민국 임시정부에서 독립운동 지원
1940년대에 주의·이념을 초월하여 각 당파에서 모두 임시정부를 지지 옹호하자, 여성들도 이러한 흐름에 적극 참여하여 민족통일전선을 이루는 데 앞장섰다. 한국광복진선에 동참한 여성동지들은 항일역량을 강화하여 조국광복을 앞당기기 위해서는 강력한 여성조직이 필요하다는 데 인식을 같이하고, 오랫동안 이를 위한 준비 작업을 진행하였다. 때마침 한국독립당이 성립되어 독립당의 지도와 원조 하에 여성조직 결성이 속도를 더하게 되었고 1940년 6월 16일 충칭에서 한국혁명여성동맹이 창립되었다.
한국혁명여성동맹은 ‘한국광복진선의 새로운 활력소가 될 것으로 믿어 의심치 않으며 한국광복군에 대한 협조와 지원을 아끼지 않고, 1천 5백만 한국여성동포들의 민족정신과 애국심을 일깨워 한국혁명에 힘을 보탤 때, 반도에 태극기가 휘날릴 날이 더욱 가까워질 것’임을 선언하였다. 이 때 방순희는 ‘한국혁명여성동맹’의 집행위원장 겸 서무부주임으로 임명되어 통일전선운동을 주도하였다. 그 외에 집행위원으로 오광심(겸 재무부주임), 정정화(겸 조직부주임), 김효숙(겸 훈련부주임), 김정숙(겸 선전부주임), 감찰위원으로 최형록․최소정․이순승이 참여하였다. 한국여성은 혁명여성임을 자처하며 조국 독립 완성과 세계 평화실현을 위해 역량을 집중하고 중국 여성과 전 세계 피압박 민족 여성들과 연계 분투하겠다고 다짐하였다.
한국혁명여성동맹의 창립과 활동을 기반으로 하여 1943년 2월 23일 각 정파의 여성들 50여명은 충칭 임시정부 집회실에 모여 한국애국부인회를 재건하였다. 3․1운동 이후 국내는 물론 미주와 상해 등지에서 결성된 애국부인회의 애국활동을 계승하고 남녀평등의 여권 확장을 통해 민족통일전선운동에 적극 동참하고자 애국부인회를 재건한 것이다. 이제 여성들도 남성의 지원, 남편에 대한 내조 차원이 아닌 민족해방운동의 전사로서, 그리고 조국 광복과 민주주의 국가 건설에 주체로서 임시정부를 중심으로 민족 통합과 조국 독립을 달성해 나가야 할 역사적 임무를 수행하고자 했다. 이 대회의 주석에 김순애, 부주석에는 방순희 선생이 선임되었다.
재건 한국애국부인회는 “국내외 부녀는 총 단결하여 전민족해방운동과 남녀평등이 실현되는 민주주의 신공화국 건설에 적극 참가하여 분투하자”는 행동강령을 선포한 뒤, 각종 매체를 통해 국내외 동포 여성들에게 민족적 각성을 촉구하며 독립운동 참여를 호소하였다. 의연금 모금에 협력하고 대일전선에 부상당한 이들과 무력항쟁을 준비하는 광복군을 위문하는 등 독립운동 지원활동을 벌였으며, 해외 각지의 한인여성단체들과 긴밀한 연계를 가지면서 임시정부의 독립운동을 적극 지원하였다. 이들 단체는 대한독립과 민족해방 완성을 목표로 하였으며 최종적으로는 남녀가 정치·경제·사회·문화 제 분야에 실질적으로 동등한 권리와 자유를 향유하는 민주주의 공화국을 건설하고자 하였다.

#### 자유한인대회 개최
제2차 세계대전이 끝나고 일정기간 한국을 신탁통치 한다는 워싱턴 회의의 논의 결과가 미국 ｢시카고선｣지에 보도된 후 이 소식이 중경에 전해지자 동포사회는 큰 충격에 휩싸였다. 이에 각 혁명 단체가 1943년 5월 10일 오후 2시 중경 모처에서 300여 명의 한인들이 모인 가운데 재중자유한인대회를 개최하고 전후의 한국독립문제를 진지하게 토의했다. 장내 분위기는 장엄하고도 열의에 찬 가운데 총주석인 홍진이 개회사를 하였고, 방순희를 비롯해 조소앙·손두환·박건웅·류월파·성현원 등이 연설하였다. 본 대회에서는 즉석에서 대회 선언문이 통과되고 5월 10일자로 ‘각 동맹국 영수들에게 보내는 전문’이 발송되었으며, 완전독립을 요구한다는 내용을 담은 대회결의안이 발표되었다. 이를 통해 광복운동진영의 단결을 내외에 크게 과시하고 전후 한국의 완전독립과 어떤 형식이든 외세의 간섭을 반대한다는 한인사회의 의지를 국제사회에 적극적으로 표명하였다.

### 임시정부 선전부장 취임과 교육활동
1943년 6월 1일 국무회의에서는 선전부에 대한 직원 선임이 있었다. 선전부장에 안원생이 선임되었고, 방순희는 1944년 6월 1일부터 안원생과 함께 선전부 선전과 과원으로 선임되어 활동을 시작하였다. 1944년 중국 국민당정부와 임시정부 간의 협조로 결성된 대적선전위원회를 통해 일본군으로 참전한 한인을 대상으로 한국어 방송을 하면서 반일의식을 고취시키기도 했다. 또한 일본군포로수용소를 찾아가 포로 중 한인 사병들을 위문하였고, 위문금품을 거두어 전선에서 활동하는 항일 군인들도 위문하였다. 일본군의 만행을 동맹국과 국내 동포들에게 알리는데 힘을 쏟았다.
1945년 봄에는 싱가포르 포로수용소에 수용됐던 위안부 여성 10여 명이 충칭 임시정부로 인계돼 보호받게 되자 이들의 교육을 전담했다. 일제가 침략전쟁 중 전선에 개설한 위안소에서 살아남아 자유의 몸이 된 여성들은 임시정부의 보호를 받으며 광복군과 함께 1946년 3월, 고향으로 귀환할 수 있었다.
1945년 대한민국 임시 정부 국내선전 연락원으로 뽑혀 선발대로 귀국하게 될 때까지 굵직굵직한 일들을 도맡아 조국광복의 초석 역할을 톡톡히 한 여장부의 삶을 살았다.

### 광복 이후
방순희는 부군인 김관오와 한국독립당 당원이자 각각 임시의정원의 함경도 강원도 의원인 혁명의 동지로서 함께 하였다. 1945년 8월 15일 일본의 항복으로 조국이 광복되었지만 방 선생 부부는 대한민국임시정부 국내선전연락원으로 임명되어 조국으로 바로 귀국하지 않고 중국 각지에서 선무공작을 펼쳤다. 임시정부 요인들 1진과 2진이 고국으로 들어간 상황에서 중국에 남게 된 임시정부 요인들과 가족들은 다시 상해로 모이게 되었다. 1946년 4월 26일 방 선생 가족은 이범석이 이끄는 광복군 제2지대원들과 함께 미군이 제공한 군함 LST (Clnatan Clay)편으로 고국으로 돌아왔다. 처음에는 인천항에 도착했으나 당시 콜레라가 돌아 부산항에서 일주일을 보낸 후에야 상륙 수속이 끝나 인천항으로 입국할 수 있었다.
귀국 후에는 대한민국 임시 정부의 환국 기반을 마련하고자 전력을 다했지만 광복된 조국은 극한 혼란에 빠져 있었다. 1948년 4월 14일에 한미호텔에서 한국독립당 중앙집행위원회가 개최되어 새로이 조직을 개편했을 때 방순희는 여기에 참여하였다. 한국독립당 중앙집행위원회의 실행 조직인 5분과(재무, 정치, 문화, 후생, 국방) 8부(비서부, 조직부, 선전부, 청년부, 훈련부, 재정부, 노동부, 부인부)가 갖추어졌을 때, 그는 부인부를 맡아 여성문제를 책임지게 되었다. 그러나 1949년 백범 김구가 살해당하자 한국독립당은 정치적 위기에 빠지게 되었고 6.25가 발발하면서 민족통일의 염원은 좌절되고 말았다. 6.25전쟁 당시, 육군사단장과 유격사령관을 역임하며 대한민국 국군 발전에 큰 공로를 세운 남편 김관오 장군과는 1965년 사별하였다. 이후 방순희 선생은 1979년 5월 4일, 서울특별시 강남구 압구정동 자택에서 76세를 일기로 서거하였다.
대한민국 정부에서는 그의 공훈을 기려 1963년에 건국훈장 독립장을 수여했다.